# Paulo Santos (calciatore brasiliano)
Paulo Santos (Porto Alegre, 14 aprile 1960) è un ex calciatore brasiliano, di ruolo attaccante.

## Carriera

### Club
Ha giocato per l'Internacional dal 1981 al 1985, realizzando 1 rete in 31 partite nel campionato di calcio brasiliano.

### Nazionale
Con la Nazionale di calcio del Brasile ha giocato durante Los Angeles 1984.

## Palmarès

### Club
- Campionato Gaúcho: 4

Internacional: 1981, 1982, 1983, 1984

### Nazionale
- Argento olimpico: 1

Los Angeles 1984